# Odontotrema alpinum
Odontotrema alpinum är en lavart som först beskrevs av Pier Andrea Saccardo, och fick sitt nu gällande namn av Lennart Holm. Odontotrema alpinum ingår i släktet Odontotrema, och familjen Odontotremataceae. Det är osäkert om arten förekommer i Sverige.